# Melendugno
Melendugno est une commune italienne de la province de Lecce dans la région des Pouilles.

## Administration
| Période                                  | Période  | Identité                   | Étiquette       | Qualité |
| ---------------------------------------- | -------- | -------------------------- | --------------- | ------- |
| 07/05/2012                               | En cours | Marco Marcello Niceta Potì | (liste civique) |         |
| Les données manquantes sont à compléter. |          |                            |                 |         |

### Hameaux
Borgagne, San Foca, Torre dell'Orso, Torre Specchia, Roca Vecchia, Torre Saracena, Torre Sant'Andrea

### Communes limitrophes
Calimera, Carpignano Salentino, Otrante, Vernole